# اچ‌ام‌اس آیولوس (۱۸۰۱)
اچ‌ام‌اس آیولوس (۱۸۰۱) (به انگلیسی: HMS Aeolus (1801)) یک کشتی بود که طول آن ۱۴۴ فوت ۳ اینچ (۴۴٫۰ متر) بود. این کشتی در سال ۱۸۰۱ ساخته شد.